# Goran Kaurić
Goran Kaurić (Zrenjanin, 1968.), političar i športski dužnosnik iz Vojvodine

## Životopis
Rođen je 1968. godine u Zrenjaninu. Po ocu je iz Malinske na Krku, iz obitelji koja se je prije dva stoljeća preselila na područje današnjeg Zrenjanina. U Novom Sadu diplomirao na fakultetu za sport i turizam, stekavši zvanje diplomirani profesor tjelesnog odgoja i sporta-master. Veliki je poznavatelj jadranskog podmorja. Kao instruktor ronjenja i član hrvatskih ronilačkih ekipa zna mnogo toga, gdje su brodovi i blaga, koliko su zaštićeni. 
Bio je odbornik Skupštine opštine Zrenjanin u sazivu od 2004. do 2006., 2012. – 2016. godine i predsjednik odborničke grupe DS. Poslije toga bio je i član Privremenog organa grada Zrenjanina.
Godine 2008. izabran je za poslanika u skupštini Vojvodine i zamjenika gradonačelnika Zrenjanina. Na poslaničko mjesto u pokrajinskoj skupštini dao je ostavku 2010. godine. Ostavku je obrazložio razrješenjem eventualne dileme oko sukoba interesa.
Godine 2009. imenovan je za jednog od potpredsjednika Pokrajinskog odbora G17 plus, a ožujka 2011. prešao je u Demokratsku stranku. Trenutno je zamjenik predsednika GO DS Zrenjanina.
Godine 2014. izabran je za predsjednika GrO DS na izborima koji su se održali po principu “jedan član – jedan glas”.
Osnivač Udruge Hrvata iz Banata.
Predsjednik je rukometnog kluba Proleter iz Zrenjanina.